# Old Ways
Old Ways – album Neila Younga, wydany w 1985 roku. Mimo że na wielu wcześniejszych albumach Younga (solowych i z innymi zespołami) słychać wyraźne wpływy muzyki country, sam Young albumem z muzyką country nazywa tylko to wydawnictwo. W wielu wywiadach Young mówi o tej płycie: Old Ways II, jako że pierwotnie planował wydać album country zatytułowany Old Ways w 1983 roku. Wydawnictwo Geffen Records zażądało wtedy od Younga albumu rockowego i tak powstała płyta Everybody’s Rockin’. Niewydana Old Ways I miała zawierać wiele, do dziś niewydanych, piosenek Younga, oraz m.in. utwór "Depression Blues", który pojawił się na składance Lucky Thirteen.

## Utwory
Z wyjątkiem zaznaczonych, wszystkie kompozycje są autorstwa Neila Younga.

### Strona A
1. "The Wayward Wind" – (Herb Newman, Stan Lebowsky) 3:12
2. "Get Back to the Country" – 2:50
3. "Are There Any More Real Cowboys?" – 3:03
4. "Once an Angel" – 3:55
5. "Misfits" – 5:07

### Strona B
1. "California Sunset" – 2:56
2. "Old Ways" – 3:08
3. "My Boy" – 3:37
4. "Bound for Glory" – 5:48
5. "Where Is the Highway Tonight?" – 3:02

## Muzycy
- Neil Young: gitara, banjo, harmonijka, śpiew
- Waylon Jennings: gitara, śpiew
- Willie Nelson: gitara, śpiew
- Rufus Thibodeaux: skrzypce
- Ben Keith: stalowa gitara elektryczna, dobro
- Tim Drummond: gitara basowa
- Karl Himmel: drums
- Joe Allen: gitara basowa
- Ralph Mooney: stalowa gitara elektryczna
- Hargus "Pig" Robbins: piano
- Gordon Terry: skrzypce
- Joe Osborn: gitara basowa
- Anthony Crawford: mandolina, śpiew
- Terry Lee McMillan: harmonijka, drumla
- Béla Fleck: banjo
- Bobby Thompson: banjo
- David Kirby: gitara
- Grant Boatwright: gitara
- Johnny Christopher: gitara
- Ray Edenton: gitara
- Gove Scrivenor: automatyczna harfa
- Farrell Morris: perkusja
- Marty Stuart: mandolina
- Carl Gorodetzky: skrzypce
- Spooner Oldham: pianino
- Larry Byrom: śpiew
- Rick Palombi: śpiew
- Doana Cooper: śpiew
- Denise Draper: śpiew
- Gail Davies: śpiew
- Betsy Hammer: śpiew
- Pam Rose: śpiew
- Janis Oliver-Gill: śpiew
- Mary Ann Kennedy: śpiew
- Kristine Oliver-Arnold: śpiew
- Leona Williams: śpiew
- Zespół smyczkowy w składzie:
  - Carl Gorodetsky
  - George Binkley
  - John Borg
  - Roy Christensen
  - Virginia Christensen
  - Charles Everett
  - Larry Harvin
  - Mark Hembree
  - Lee Larrison
  - Betty McDonald
  - Dennis Molchan
  - Pamela Sixfin
  - Mark Tanner
  - David Vanderkooi
  - Gary Vanosdale
  - Carol Walker
  - Stephanie Woolf